# Stabsabteilung (Bundesministerium der Verteidigung)
Eine Stabsabteilung war in Deutschland bis 2012 die Bezeichnung der Abteilungen der Führungsstäbe im Bundesministerium der Verteidigung. Sie wurden von einem Stabsabteilungsleiter geführt. Die Leiter der übrigen Stabsuntergliederungen der Bundeswehr wurden und werden fachsprachlich hingegen als Abteilungsleiter oder Sachgebietsleiter bzw. kurz entsprechend ihrer Abteilung oder ihrem Sachgebiet z. B. S 3 bezeichnet.
Die fünf bzw. sechs Führungsstäbe im Bundesministerium der Verteidigung waren:
- Führungsstab der Streitkräfte (Fü S; bis 1967 Führungsstab der Bundeswehr (Fü B))
- Führungsstab des Heeres (Fü H)
- Führungsstab der Luftwaffe (Fü L)
- Führungsstab der Marine (Fü M)
- Führungsstab des Sanitätsdienstes (Fü San)
- Führungsstab der Streitkräftebasis (Fü SKB; vom 1. Oktober 2000 bis 30. Juni 2003)

Die militärische Stabsabteilung entsprach im Ministerium einer zivilen Unterabteilung (unterhalb der Ministerialebene Referatsgruppe oder Gruppe genannt). Sie wurde in der Regel von einem Brigadegeneral, Flottillenadmiral, Generalarzt bzw. Admiralarzt geleitet mit Ausnahme der Stabsabteilung III im Führungsstab der Streitkräfte, die von einem Generalmajor bzw. Konteradmiral geleitet wurde. Die Stabsabteilungen waren in Referate gegliedert.
Die Führungsstäbe waren die Arbeitsstäbe des Generalinspekteurs der Bundeswehr (Fü S) bzw. der Inspekteure der Teilstreitkräfte (Fü H, Fü L, Fü M) und des Sanitätsdienstes (Fü San) sowie zeitweise der Streitkräftebasis (Fü SKB).
Der Führungsstab des Streitkräfte hatte sieben Stabsabteilungen:
- Stabsabteilung I: Innere Führung, Personal, Ausbildung
- Stabsabteilung II: Militärisches Nachrichtenwesen der Bundeswehr
- Stabsabteilung III: Militärpolitik und Rüstungskontrolle
- Stabsabteilung IV: Logistik der Bundeswehr, ABC-Abwehr und Schutzaufgaben
- Stabsabteilung V: Einsatz Bundeswehr
- Stabsabteilung VI: Planung
- Stabsabteilung VII: Organisation, Stationierung, Infrastruktur, Führungsunterstützung

Die Führungsstäbe der Teilstreitkräfte hatten seit 1992 jeweils drei Stabsabteilungen:
- Stabsabteilung I: Personal, Ausbildung, Organisation
- Stabsabteilung II: Rüstung, Nutzung, Material, Logistik
- Stabsabteilung III: Führung, Konzeption, Einsatzgrundsätze

Die Führungsstäbe der Teilstreitkräfte hatten von 1970 bis 1992 jeweils sieben Stabsabteilungen (Beispiel Fü M):
- Stabsabteilung I Innere Führung, Personal und Ausbildung
- Stabsabteilung II Militärisches Nachrichtenwesen
- Stabsabteilung III Führung
- Stabsabteilung IV Organisation und Haushalt
- Stabsabteilung V Logistik
- Stabsabteilung VI Planung
- Stabsabteilung VII Schiffe und Waffensysteme der Marine

Der Führungsstab des Sanitätsdienstes hatte zwei Stabsabteilungen:
- Stabsabteilung I: Gesundheitswesen
- Stabsabteilung II: Sanitätswesen